# Королёв, Сергей Александрович (учёный)
Сергей Александрович Королёв (1874—24.06.1932) — российский микробиолог, внесший значительный вклад в развитие технической микробиологии. Занимался вопросами улучшения качества молочных продуктов и повышения стойкости при их хранении. Автор книги по технической микробиологии молочного дела, долгое время считавшейся одним из лучших учебников в области и используемой до сих пор.

## Биография
Родился в Москве в 1874 году. Окончил в 1900 г. Казанский университет и остался при кафедре географии для подготовки к профессуре. В 1902 г. за участие в революционном движении С. А. Королёв был выслан в Архангельскую губернию, а в 1907 г. получил разрешение жить в Москве, работал на агроном-бактериологической станции.

## Деятельность
C 1918 г. С. А. Королёв работал на кафедре микробиологии и зоологии в Вологодском молочнохозяйственном институте. В 1920 г. был избран профессором микробиологии. Занимался улучшением качества молочных продуктов и повышения сроков хранения (в 1922—1926 гг). В частности, доказал, что дрожжи не являются возбудителями прогоркания сливочного масла (как это считали некоторые исследователи), а наоборот, они являются антагонистами этой проблемы, и что большинство видов дрожжей, встречающихся в масле, задерживает в нём плесневение. Методы применения особой культуры дрожжей для борьбы с плесневением масла получили широкое практическое распространение для повышения сохранности всех видов масла.
В 1923—1924 гг. С. А. Королёв совместно с профессором Г. С. Иниховым и учениками исследовали микробиологические и биохимические процессы созревания ряда твердых и мягких сыров, вырабатываемых в СССР. Работа позволила сделать стройное обобщение единой теории созревания сыров. До этого эту теорию выдвинул швейцарский ученый Фрейденрейх, на основе изучения одного только швейцарского сыра.
Сергей Александрович Королёв является автором книги «Техническая микробиология молока и молочных продуктов», признанной лучшим пособием в данной отрасли науки. Также в соавторстве с Г. С. Иниховым им был издан учебник «Химия и бактериология молока и молочных продуктов» (1923 г.).
Профессор молочно-хозяйственной микробиологии в Северном отделении НИИ Молочной Промышленности НКС СССР (Вологда).